# Antonio Iezzi
Antonio Iezzi (Ixelles, 29 dicembre 1955) è un ex calciatore belga, di ruolo centrocampista.

## Carriera
Disputa la sua prima stagione nella prima divisione belga nel 1976-1977, con la maglia del Charleroi, che arrivando sedicesimo in classifica evita la retrocessione; nella stagione 1977-1978 oltre ad arrivare al dodicesimo posto in classifica in campionato, il club bianconero arriva in finale di Coppa del Belgio, perdendola per 2-0 contro il KSK Beveren; Iezzi disputa la finale da titolare. Dopo il nono posto della stagione 1978-1979, al termine della stagione 1979-1980 il Charleroi (arrivato diciassettesimo in classifica) retrocede in seconda divisione. Nell'arco di questo quadriennio in prima divisione, Iezzi realizza in totale 7 reti in 121 presenze nella massima serie belga. Rimane poi con la squadra anche nella stagione 1980-1981 e nella stagione 1981-1982, entrambe disputate nella seconda divisione belga.
Nella stagione 1984-1985 ha giocato col La Louvière nella terza divisione belga.